# Allendale Town
Allendale Town – wieś w Wielkiej Brytanii, w Anglii, w regionie North East England, w hrabstwie Northumberland, w civil parish Allendale. W 2016 miejscowość liczyła 794 mieszkańców. W 2011 roku civil parish liczyła 2021 mieszkańców.